# Gelis parens
Gelis parens är en stekelart som beskrevs av Schwarz 1998. Gelis parens ingår i släktet Gelis och familjen brokparasitsteklar. Inga underarter finns listade i Catalogue of Life.